# 黒須雲神社
黒須雲神社（くろすぐもじんじゃ）は、愛知県小牧市にある神社である。

## 祭神
- 日本武尊

## 由緒
創建年代は不詳。大正時代に一度小牧神明社の境内に移されたが、昭和11年（1936年）10月26日、氏子の希望で、三重県亀山市にある能褒野神社から祭神を勧請する形で、復祀された。

## 神事
- 元旦祭（1月）
- 厄除け神事（1・2月）
- お初稲荷大祭（2月）
- 春季例祭（4月）
- 秋季例祭（10月）

## 交通手段
- 名鉄小牧線の小牧駅・小牧原駅下車、徒歩5分